# Омарчево (Шуменская область)
Омарчево (болг. Омарчево) — село в Болгарии. Находится в Шуменской области, входит в общину Каолиново. Население составляет 34 человека.

## Политическая ситуация
Кмет (мэр) общины Каолиново — Нида Намыков Ахмедов (Движение за права и свободы (ДПС)) по результатам выборов в правление общины.